# كاليب هولي
كاليب هولي (بالإنجليزية: Caleb Holley)‏ هو لاعب كرة قدم أمريكية أمريكي، ولد في 26 ديسمبر 1990 في أنكوريج في الولايات المتحدة.

## وصلات خارجية
- كاليب هولي على موقع مرجع كرة القدم المحترفة.كوم (الإنجليزية)